# تتسو ناكامورا
تتسو ناكامورا (中村 哲 Nakamura Tetsu) طبيب ياباني. حصل في عام 2003 على جائزة رامون ماجسايساي للسلام والتفاهم الدولي. كرس عمله بين اللاجئين في المنطقة الحدودية بين أفغانستان و باكستان.

## عمله في أفغانستان
ابتداءً من سنة 1991، فتح ناكامورا 3 عيادات لتقديم الخدمات الطبية في المناطق الجبلية شرق البلاد.
ابتداءً من سنة 2000، ضرب الجفاف المنطقة، مما زاد من عدد المرضى بسبب سوء التغذية ونقص المياه. دفع هذا الوضع بناكامورا بالتفكير أن «قناةً للري أكتر نفعاً من 100 طبيب». ابتداءً من سنة 2003 ، بدأ ناكامورا ببناء قناة مروريد للري في ولاية ننكرهار. طول القناة 25.5 كم، ومصدر مياهها نهر كونر.
في حدود سنة 2016 ،قام ناكامورا ببناء أو ترميم 8 قنوات إضافية تروي 16.000 هكتارا يستفيد منها 600.000 شخصا.